# MTA Building
Le MTA Building ou Metropolitan Transit Authority Building, est un gratte-ciel de 102 mètres de hauteur construit à Los Angeles, en Californie aux États-Unis. Il abrite sur 27 étages le siège de la Los Angeles County Metropolitan Transportation Authority qui est une société publique gérant le réseau de transports en commun du comté de Los Angeles
L'architecte est l'agence californienne McLarand, Vasquez & Partners qui a conçu l'immeuble dans un style post-moderne
L'immeuble qui a coûté 300 millions de $, est situé loin du centre des affaires de la ville (downtown) et comprend un aquarium de 26 495 litres d'eau qui a coûté 300 000 $.